# Sárhida
Sárhida község Zala vármegyében, a Zalaegerszegi járásban.

## Fekvése
A Zalai-dombság területén, a Göcsej tájegységben fekszik, a Felső-Válicka-patak völgyének nyugati oldalán.
Mindössze négy településsel határos közvetlenül: északi szomszédja Bocfölde, az északkeleti Csatár, kelet felől Pölöskével szomszédos, dél és nyugat felől pedig Bak községhez tartozó területek határolják.
A legközelebbi város a megyeszékhely Zalaegerszeg, körülbelül 10 kilométerre északra.

### Megközelítése
Az ország távolabbi részei felől a legfontosabb közúti megközelítési útvonala a térséget átszelő 74-es főút régi nyomvonala, mely ma mellékútként a 7410-es útszámot viseli: ezen érhető el északi és déli szomszédai felől is. Keleti külterületeit átszeli a 74-es főút újabb, településeket elkerülő szakasza is, de az lakott helyeket ott nem érint, sőt közvetlen bekötőútja sincs a falu felé. Központjába a 74 101-es számú mellékút vezet, továbbá alsóbbrendű, önkormányzati utakon elérhető a község nyugat és észak felől, Gellénháza, Nagylengyel, illetve Bocfölde irányából is.
Vonattal a MÁV 23-as számú Rédics–Zalaegerszeg-vasútvonalán közelíthető meg a település; Sárhida megállóhely a vonal állomásainak viszonylatában Bocfölde megállóhely és Bak vasútállomás között, fizikailag a belterület keleti szélén, közvetlenül a 7410-es út mellett található.

## Története
Sárhida nevét 1382-ben említette először egy oklevél Sarhyda néven. Az 1463-as oklevelekben a Sárhydai családok, mint itteni birtokosok szerepeltek.
A falu régen nem a mai helyén állt. 1641-ben a törökök felégették az út mellett lévő falut, ezért azt mai védettebb helyén építették újjá.
A falu templomát 1906-ban építették, majd 1993-ban bővítették.
A településen polgárőrség is működik.

## Közélete

### Polgármesterei
- 1990–1994: Sipos Kálmán (független)[4]
- 1994–1998: Id. Sipos Kálmán (független)[5]
- 1998–2002: Bakos Tibor (független)[6]
- 2002–2006: Bakos Tibor (független)[7]
- 2006–2010: Bakos Tibor (független)[8]
- 2010–2014: Mázsa Ferenc Attila (független)[9]
- 2014–2019: Mázsa Ferenc Attila (független)[10]
- 2019–2024: Zsálek-Nagy Marianna (független)[11]
- 2024– : Nagy Marianna (független)[1]

## Népesség
A település népességének változása:
| Lakosok száma | 796  | 792  | 778  | 742  | 722  | 715  | 709  |
|               | 2013 | 2014 | 2015 | 2021 | 2022 | 2023 | 2024 |

A 2011-es népszámlálás idején a nemzetiségi megoszlás a következő volt: magyar 88,65%, cigány 10%, német 0,75%. A lakosok 73,9%-a római katolikusnak, 2,85% felekezeten kívülinek vallotta magát (22% nem nyilatkozott).
2022-ben a lakosság 89,3%-a vallotta magát magyarnak, 5,5% cigánynak, 0,3% románnak, 0,1-0,1% ukránnak, horvátnak és szlováknak, 1,9% egyéb, nem hazai nemzetiségűnek (10,4% nem nyilatkozott; a kettős identitások miatt a végösszeg nagyobb lehet 100%-nál). Vallásuk szerint 58,2% volt római katolikus, 0,8% református, 0,3% evangélikus, 1,4% egyéb keresztény, 1,2% egyéb katolikus, 3,9% felekezeten kívüli (34,2% nem válaszolt).

## Híres emberek
- Itt született 1927. június 15-én Foky Ottó animációsfilm-rendező;
- Itt született Rony (énekesnő).

## A település az irodalomban
- Érintőlegesen szerepel a település Bödőcs Tibor humorista első regényében, a zalai vidéki helyszínek sokaságát felvillantó Meg se kínáltak című kötetben (a 15. fejezetben).

## Külső hivatkozások
- Hivatalos oldal
- Nem hivatalos oldal
- Sárhidai olajkút